# Oranjestad, Aruba
Oranjestad là thành phố thủ đô của Aruba. Thành phố này có 32.748 dân (năm 2008). Thành phố Oranjestad nằm ở bờ nam của đảo, gần khu vực cuối phía tây. Thị xã này được xây xung quanh pháo đài Zoutman ngay sau khi pháo đài này được xây năm 1796 và Oranjestad đã trở thành thủ đô của Aruba kể từ đó. Tên thành phố này được đặt tên theo vua Willem van Oranje-Nassau (William of Orange-Nassau), người thừa kế thứ nhất của triều Orange.
Một phần thành phố này được tạo dựng bằng một loạt các đợt lấn biển. Oranjestad có Sân bay quốc tế Queen Beatrix nằm cách trung tâm 2,5 km.
Oranjestad có Universiteit van Aruba, một trường đại học chuyên về các ngành luật và kinh tế.

## Khí hậu
| Dữ liệu khí hậu của Oranjestad, Aruba (1981–2010, cực độ 1951–2010) | Dữ liệu khí hậu của Oranjestad, Aruba (1981–2010, cực độ 1951–2010) | Dữ liệu khí hậu của Oranjestad, Aruba (1981–2010, cực độ 1951–2010) | Dữ liệu khí hậu của Oranjestad, Aruba (1981–2010, cực độ 1951–2010) | Dữ liệu khí hậu của Oranjestad, Aruba (1981–2010, cực độ 1951–2010) | Dữ liệu khí hậu của Oranjestad, Aruba (1981–2010, cực độ 1951–2010) | Dữ liệu khí hậu của Oranjestad, Aruba (1981–2010, cực độ 1951–2010) | Dữ liệu khí hậu của Oranjestad, Aruba (1981–2010, cực độ 1951–2010) | Dữ liệu khí hậu của Oranjestad, Aruba (1981–2010, cực độ 1951–2010) | Dữ liệu khí hậu của Oranjestad, Aruba (1981–2010, cực độ 1951–2010) | Dữ liệu khí hậu của Oranjestad, Aruba (1981–2010, cực độ 1951–2010) | Dữ liệu khí hậu của Oranjestad, Aruba (1981–2010, cực độ 1951–2010) | Dữ liệu khí hậu của Oranjestad, Aruba (1981–2010, cực độ 1951–2010) | Dữ liệu khí hậu của Oranjestad, Aruba (1981–2010, cực độ 1951–2010) |
| Tháng                                                               | 1                                                                   | 2                                                                   | 3                                                                   | 4                                                                   | 5                                                                   | 6                                                                   | 7                                                                   | 8                                                                   | 9                                                                   | 10                                                                  | 11                                                                  | 12                                                                  | Năm                                                                 |
| ------------------------------------------------------------------- | ------------------------------------------------------------------- | ------------------------------------------------------------------- | ------------------------------------------------------------------- | ------------------------------------------------------------------- | ------------------------------------------------------------------- | ------------------------------------------------------------------- | ------------------------------------------------------------------- | ------------------------------------------------------------------- | ------------------------------------------------------------------- | ------------------------------------------------------------------- | ------------------------------------------------------------------- | ------------------------------------------------------------------- | ------------------------------------------------------------------- |
| Cao kỉ lục °C (°F)                                                  | 32.5 (90.5)                                                         | 33.0 (91.4)                                                         | 33.9 (93.0)                                                         | 34.4 (93.9)                                                         | 34.9 (94.8)                                                         | 35.2 (95.4)                                                         | 35.3 (95.5)                                                         | 36.1 (97.0)                                                         | 36.5 (97.7)                                                         | 35.4 (95.7)                                                         | 35.0 (95.0)                                                         | 34.8 (94.6)                                                         | 36.5 (97.7)                                                         |
| Trung bình ngày tối đa °C (°F)                                      | 30.0 (86.0)                                                         | 30.4 (86.7)                                                         | 30.9 (87.6)                                                         | 31.5 (88.7)                                                         | 32.0 (89.6)                                                         | 32.2 (90.0)                                                         | 32.0 (89.6)                                                         | 32.6 (90.7)                                                         | 32.7 (90.9)                                                         | 32.1 (89.8)                                                         | 31.3 (88.3)                                                         | 30.4 (86.7)                                                         | 31.5 (88.7)                                                         |
| Trung bình ngày °C (°F)                                             | 26.7 (80.1)                                                         | 26.8 (80.2)                                                         | 27.2 (81.0)                                                         | 27.9 (82.2)                                                         | 28.5 (83.3)                                                         | 28.7 (83.7)                                                         | 28.6 (83.5)                                                         | 29.1 (84.4)                                                         | 29.2 (84.6)                                                         | 28.7 (83.7)                                                         | 28.1 (82.6)                                                         | 27.2 (81.0)                                                         | 28.1 (82.6)                                                         |
| Tối thiểu trung bình ngày °C (°F)                                   | 24.5 (76.1)                                                         | 24.7 (76.5)                                                         | 25.0 (77.0)                                                         | 25.8 (78.4)                                                         | 26.5 (79.7)                                                         | 26.7 (80.1)                                                         | 26.4 (79.5)                                                         | 26.8 (80.2)                                                         | 26.9 (80.4)                                                         | 26.4 (79.5)                                                         | 25.8 (78.4)                                                         | 25.0 (77.0)                                                         | 25.9 (78.6)                                                         |
| Thấp kỉ lục °C (°F)                                                 | 21.3 (70.3)                                                         | 20.6 (69.1)                                                         | 21.4 (70.5)                                                         | 21.5 (70.7)                                                         | 21.8 (71.2)                                                         | 22.7 (72.9)                                                         | 21.2 (70.2)                                                         | 21.3 (70.3)                                                         | 22.1 (71.8)                                                         | 21.9 (71.4)                                                         | 22.0 (71.6)                                                         | 20.5 (68.9)                                                         | 20.5 (68.9)                                                         |
| Lượng Giáng thủy trung bình mm (inches)                             | 39.3 (1.55)                                                         | 20.6 (0.81)                                                         | 8.7 (0.34)                                                          | 11.6 (0.46)                                                         | 16.3 (0.64)                                                         | 18.7 (0.74)                                                         | 31.7 (1.25)                                                         | 25.8 (1.02)                                                         | 45.5 (1.79)                                                         | 77.8 (3.06)                                                         | 94.0 (3.70)                                                         | 81.8 (3.22)                                                         | 471.7 (18.57)                                                       |
| Số ngày giáng thủy trung bình (≥ 1.0 mm)                            | 8.4                                                                 | 5.0                                                                 | 1.8                                                                 | 1.9                                                                 | 2.2                                                                 | 2.8                                                                 | 4.9                                                                 | 4.3                                                                 | 3.9                                                                 | 7.4                                                                 | 10.6                                                                | 11.4                                                                | 64.6                                                                |
| Độ ẩm tương đối trung bình (%)                                      | 77.5                                                                | 76.1                                                                | 75.7                                                                | 77.1                                                                | 77.9                                                                | 77.4                                                                | 77.8                                                                | 76.2                                                                | 76.8                                                                | 78.6                                                                | 79.1                                                                | 78.4                                                                | 77.4                                                                |
| Nguồn: DEPARTAMENTO METEOROLOGICO ARUBA                             |                                                                     |                                                                     |                                                                     |                                                                     |                                                                     |                                                                     |                                                                     |                                                                     |                                                                     |                                                                     |                                                                     |                                                                     |                                                                     |